# Чжен Чжень
Чжен Чжень (*鄭珍, 1806 —1864) — китайський вчений, письменник, поет часів династії Цін.

## Життєпис
Походив з родини чиновників середнього статку. Народився у Ґуйчжоу. Здобув класичну освіту. Втім лише у 1837 році зумів успішно скласти провінційні іспити та здобути другий освітній ступінь. Проте спроби скласти імператорський іспит й стати цзіньши завершилися невдало. Після цього обіймав посаду в шкільному управлінні в повіті Або. Його спроби просунутися по кар'єрній драбині виявилися марними.
У 1855 році відзначився під час повстання народу мяо у провінції Ґуйчжоу, за що здобув нагороду. Згодом сприяв боротьбі проти тайпінів. Помер у 1864 році.

## Творчість
Найбільше талант виявився у поезії. Перша збірка віршів вийшла у 1854 році. Поетичної майстерності він навчався у свого попередника поета Чен Еньцзе. В естетичних поглядах Чжен Чжень мав спільне з поглядами Хе Шаоцзі.
Чжен Чжень у своїх віршах приділяв увагу пейзажу, опису навколишньої природи (вірші «По дорозі в Наньян», «Униз по стромовині»). Також складав посвяти до картин і шедеврів каліграфії, віршовані послання друзям. Нерідко він звертався до минулого і віддав належне поетам — людям високих ідеалів, зокрема Цзі Кану, Тао Юаньміну , Мен Цзяо.
Чжен Чжень не залишився байдужим до соціальної несправедливості. Він з обуренням писав про жорстоких та жадібних чиновників («Плач про того, хто повісився», «Вилов шакалів»), про повені, які приносили лиха селянам, про важку долю гірників і ливарників («Свинцеві рудники в Чжухаї»).
Відгукнувся на тайпінське повстання («16-го числа 9-го місяця разом з родиною залишаю Або», «Наньдань», «Плач про біженців»).
Чжен Чжень відомий своїми науковими розвідками. У його доробку праці з географії та палеографії, про конфуціанських класиків, а також щодо розведення шовковичних хробаків.